# Luis Collado

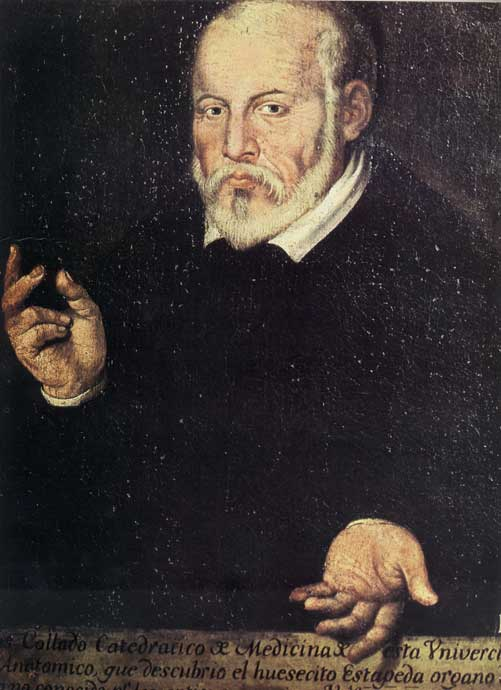
Luis Collado, retrato anónimo, Valencia, Museo de Bellas Artes.

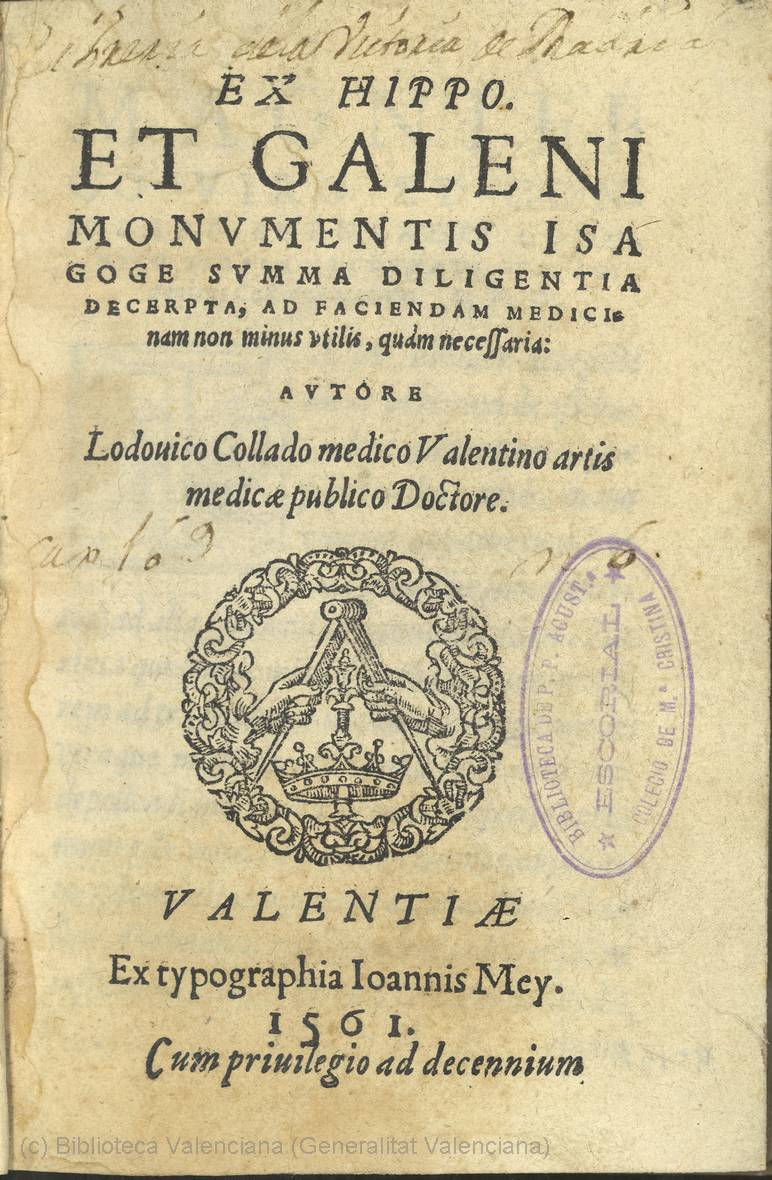
Luis Collado, Ex Hippo. et Galeni monumentis Isagoge summa diligentia decerpta ad faciendam medicinam non minus utilis quam necessaria, Valencia, 1561.

Luis Collado (Valencia, c. 1520-Valencia, 1589) fue un médico español.

## Biografía
En 1531 obtuvo el grado de bachiller. Desde 1546 fue catedrático de Principios, de Práctica y, durante diez años, de Práctica Particular. También lo fue de anatomía, disciplina en la que destacó notablemente y que le dio fama, y en la que colaboró con Pedro Jimeno. Asimismo ejerció el cargo de protomédico y visitador del Reino de Valencia desde 1576.
Fue un intelectual moderno, discípulo en Padua de Andrea Vesalio. En su Liber de ossibus (1555), donde hace una exposición crítica del sistema galénico defiende las tesis vesalianas sobre las de Jacques Dubois (conocido como Jacobo Silvio). En esta obra, además, Collado menciona el hueso estribo, al que dio ese nombre.

## Obras
- Cl. Galeni Pergameni liber de ossibus. Valencia, 1555. Comentario sobre De ossibus de Galeno.
- Isagoge... ad faciendam medicinam... ex Hippocratis et Galeni monumentis. Valencia, 1561. Compendio de los principios de la medicina a partir de Hipócrates y Galeno.
- Epitome medices sive tractatus de materia medica et de plantis es una obra atribuida erróneamente a Collado, quien sin embargo da noticia de otras obras que compuso y que no llegaron a imprimirse o ni siquiera se han conservado.